# Driepoot (War of the Worlds)

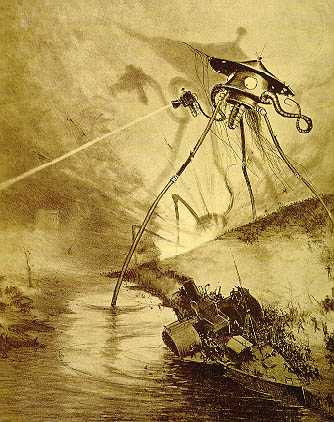
Een driepoot getekend door Alvim Corréa

Driepoten (Engels: Tripods) of fighting-machines zijn fictieve buitenaardse voertuigen uit H. G. Wells sciencefictionroman The War of the Worlds. In dit boek worden de vechtmachines gebruikt door de Martianen om de Aarde aan te vallen.
Driepoten kunnen worden gezien als een van de eerste vormen van mecha in fictie.

## Boek

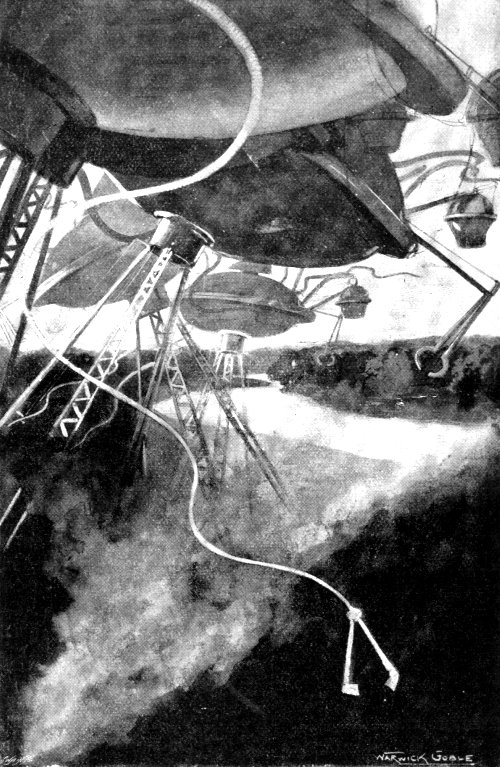
Driepoten zoals getekend door Warwick Goble

Er bestaan verschillende tekeningen en interpretaties van hoe de driepoten er precies uitzien. Wells beschreef ze in zijn boek als een “schildachtig voertuig op drie poten, met tentakels en gewapend met een hittestraal die zich op een aparte arm bevindt”. Volgens Wells konden ze zo snel reizen als een exprestrein, wat neerkomt op ongeveer 120 kilometer per uur.
Naast de hittestralen zijn de driepoten gewapend met de Zwarte rook. Verder zijn ze meer dan 33 meter hoog, en kunnen derhalve door diep water lopen. Dit wordt onder andere duidelijk in het gevecht met de HMS Thunder Child.
In het boek komen de driepoten naar de Aarde in grote cilinders, afgeschoten vanaf Mars. Eenmaal op Aarde kunnen de machines snel in elkaar worden gezet.
De driepoten zijn dodelijke wapens, maar in het boek zijn de Martianen niet geïnteresseerd in massale uitroeiing. Ze gebruiken hun machines dan ook alleen op vol vermogen wanneer ze tegen het leger vechten.
De eerste tekening van de driepoten werd gemaakt door Warwick Goble. Wells was echter absoluut niet tevreden over deze versie, en liet dit duidelijk merken door in zijn boek de naamloze verteller commentaar te laten leveren op deze tekening (die hij blijkbaar gezien heeft in een pamflet over de Martiaanse invasie): 
I recall particularly the illustration of one of the first pamphlets to give a consecutive account of the war. The artist had evidently made a hasty study of one of the fighting-machines, and it was there that his knowledge ended. He presented them as tilted, stiff tripods without either flexibility or subtlety, and with an altogether misleading monotony of effect. The pamphlet containing these renderings had a considerable vogue, and I mention them here to warn the reader against the impression they may have created. They were no more like the Martians I saw in action than a Dutch doll is like a human being. To my mind, the pamphlet would have been much better without them.

## In andere bewerkingen

### Films en televisieserie
In de film The War of the Worlds uit 1953 werden de machines van de Martianen enorm aangepast ten opzichte van het boek. In plaats van driepoten gebruiken de Martianen in deze film kleinere op reuzenmanta’s lijkende machines met onzichtbare elektromagnetische benen. Deze machines werden ontworpen door Albert Nozaki. Deze machines hadden bovenop een hittestraal als wapen, en twee extra wapens aan de vleugels die groene projectielen afvuurden. Verder hebben de schepen een intrekbaar elektronisch oog en een schild dat hen onkwetsbaar maakt, zelfs voor atoombommen. Dit schild was er voor de film bijbedacht en kwam niet voor in Wells’ roman.
In de televisieserie War of the Worlds, die diende als vervolg op de eerste film, werden bijna nooit oorlogsmachines gebruikt. Wel werd in een aflevering onthuld dat de aliens driepoten gebruikten voordat ze overstapten op de vliegende machines uit de film. Deze “driepoten” lijken sterk op de vliegende machines, maar dan duidelijk steunend op drie poten. Deze driepoten lijken te zijn gebaseerd op een insect.
In H.G. Wells' The War of the Worlds van Pendragon Pictures komen driepoten voor die zijn gebaseerd op bidsprinkhanen. Volgens Timothy Hines waren dit Wells’ favoriete insecten. Deze versie van de driepoot heeft een hoofd dat vrij kan bewegen. Hij heeft vier tentakels die voornamelijk worden gebruikt om mensen te vangen. De hittestraal bevindt zich boven op de driepoot als een ronde spiegel op een metalen arm. De zwarte rook wordt losgelaten uit de tentakels als een mist. Verder heeft deze versie van de driepoot een kooi achterop om gevangen mensen in te vervoeren.
In H.G. Wells' War of the Worlds, een film uitgebracht door The Asylum productions, gebruiken de Martianen geen driepoten maar machines die doen denken aan een krab. Ze hebben drie poten aan beide kanten van de cabine. De hittestraal zit in de cabine van de machine zelf gebouwd en niet op een aparte arm. Het bovenstuk van de cabine kan draaien op het onderstuk zodat de machine alle kanten op kan schieten. Verder kunnen deze machines een object afvuren waar een groen gas (gelijk aan de Zwarte Rook) uit komt.
In Steven Spielbergs film War of the Worlds komen wel weer driepoten voor. Deze verschillen op meerdere punten van de driepoten beschreven in Wells’ roman. Deze driepoten zijn gemaakt door een onbekend buitenaards ras en zijn al lang geleden naar de Aarde gebracht. De aliens zelf reizen door middel van een soort bliksem, waarmee ze aan het begin van de film naar de Aarde komen om hun ondergronds verstopte machines te bereiken. De driepoten zijn omgeven door een onzichtbaar energieschild dat alleen even zichtbaar wordt indien er iets tegenaan botst. De machines hebben twee hittestraalachtige wapens en verschillende zoeklichten, maar geen zwarte rook. Bij wijze van onderlinge communicatie gebruiken ze een diep hard geluid. Deze driepoten hebben tentakels om mensen te vangen, en twee kooien onder aan de machine om ze tijdelijk in vast te houden. Deze tentakels doen ook dienst als pipet om direct het bloed van een slachtoffer af te tappen.
In de film Scary Movie 4, een parodie op de film War of the Worlds uit 2005, komen de driepoten ook voor. Net zoals in de echte versie uit 2005 komen ze uit de grond, maar zijn het echter gigantische ipods (Tripods genoemd) die de functie "destroy humanity" selecteren en daarna veranderen in de driepoten uit de film War of the Worlds uit 2005.

### Strips
In het tweede volume van de stripserie The League of Extraordinary Gentlemen werd het verhaal van The War of the Worlds herverteld. De driepoten in deze strip zien er meer organisch uit, met lange gebogen hoofden. Voor de rest komen ze echter overeen met de driepoten uit de roman: ze hebben een hittestraal en kooien om mensen te vangen.
Het verhaal van War of the Worlds (en het vervolg daarop) wordt ook verteld in de strips Scarlet Traces (2003) en H.G. Wells' The War Of The Worlds (2006) van Disraeli en Ian Edginton. Hierin worden de driepoten min of meer afgebeeld zoals Wells ze beschreef.

### Jeff Waynes versie
Waarschijnlijk is de meest bekende versie van de driepoot het model dat afgebeeld staat op de cover van Jeff Wayne's Musical Version of The War of the Worlds, getekend door Michael Trim. Deze versie van de driepoot verschilt echter van Wells’ beschrijving. Deze driepoot heeft een hittestraal die aan de cabine vastzit in plaats van op een aparte arm. Verder heeft dit model geen tentakels.
Van dit model driepoot komen twee versies voor in het computerspel Jeff Wayne's The War of the Worlds: de scout machines en de fighting machines. Beide komen voor in eenheden van drie machines.

## Invloed

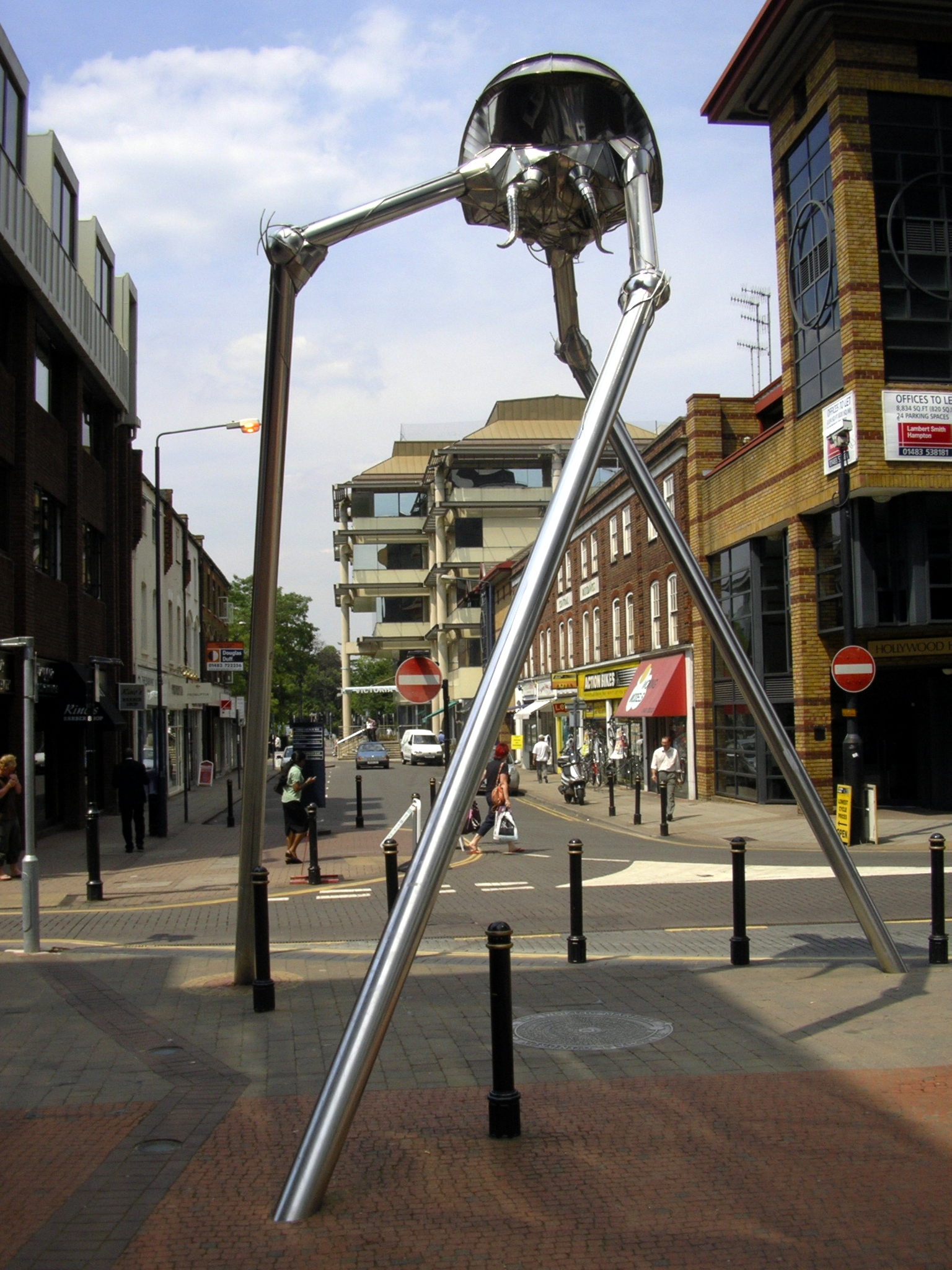
Michael Condrons beeld van een driepoot in Woking, Surrey.

De driepoten hebben veel andere auteurs geïnspireerd.
Een trilogie van romans door Samuel Youd (onder het pseudoniem "John Christopher") getiteld The Tripods is duidelijk gebaseerd op H.G. Wells' werk. Deze romans tonen een soort alternatief einde op War of the Worlds, waarin de driepoten hebben gewonnen en nu over de wereld heersen. Youds driepoten zijn echter anders dan die in Wells’ boek. Zo komen ze niet van Mars maar van een ver weg gelegen planeet. Verder bevatten deze driepoten geen wapens, maar worden gebruikt om mensen in de macht van de aliens te houden via een “helm”, een metalen apparaat dat ieder mens vanaf zijn 16e op het hoofd krijgt gemonteerd.
De driepoten dienden ook als inspiratie voor de AT-AT, AT-ST en andere mecha uit Star Wars.
Willy Vandersteen gebruikte de Tripods als ontwerp voor de Dinges in het Suske en Wiske-album De snorrende snor.
Wezens en machines die sterk lijken op de driepoten komen voor in veel videospellen, waaronder Half-Life 2, Crysis en Unreal Tournament 3.